# Grajduri
Grajduri est une commune roumaine située dans le județ de Iași.